# ليزا كارسون
ليزا كارسون (بالإنجليزية: Lisa Nicole Carson)‏ هي ممثلة أمريكية، ولدت في 12 يوليو 1969 ببروكلين في الولايات المتحدة.

## أعمال

### مسلسلات
- آلي مكبيل

## وصلات خارجية
- ليزا كارسون على موقع IMDb (الإنجليزية)
- ليزا كارسون على موقع ألو سيني (الفرنسية)
- ليزا كارسون على موقع ميوزك برينز (الإنجليزية)
- ليزا كارسون على موقع أول موفي (الإنجليزية)
- ليزا كارسون على موقع قاعدة بيانات الأفلام السويدية (السويدية)
- ليزا كارسون على موقع إن إن دي بي (الإنجليزية)
- ليزا كارسون على موقع ديسكوغز (الإنجليزية)
- ليزا كارسون على موقع قاعدة بيانات الفيلم (الإنجليزية)
- ليزا كارسون على موقع كينوبويسك (الروسية)